# Toshes
 (novembre 2014).
Si vous disposez d'ouvrages ou d'articles de référence ou si vous connaissez des sites web de qualité traitant du thème abordé ici, merci de compléter l'article en donnant les références utiles à sa vérifiabilité et en les liant à la section « Notes et références ».
Toshes est un quartet formé à Londres en octobre 2012 et mêlant différentes formes de rock, lesquelles se nourrissent d'influences telles que le stoner rock, le math rock, le heavy metal ou encore le post-rock.

## Biographie
Partis à Londres pour se consacrer entièrement à la musique, Max, Pete, Jeff et Matt ont créé Toshes fin 2012, alors qu'ils habitaient un studio d'enregistrement situé dans une zone industrielle de Wembley. De cet enfermement est né l'EP The Mask We Wear, que le groupe décrit comme un disque de « rock claustrophobique ».
Le single Precious Junk a fait l'objet d'un clip, tourné dans la même zone industrielle londonienne, mettant en scène le magicien Yannis Why. Ce premier EP a été accueilli positivement par la critique à sa sortie, recevant notamment les notes 7/10 et 4/5 de la part de Metal Temple et Metal Orgie.
Après avoir défendu l'EP sur les scènes de Londres, avec notamment des concerts au Dublin Castle et au Lexington, le groupe a enchainé en 2014 avec la sortie d'un single inédit, intitulé Smoker Man. La vidéo du morceau a été publiée le 4 mai 2014 et met en scène une performance du graphiste Gnasher.
Après une tournée française de 16 dates lors de l'été 2014, avec des concerts à Paris, Poitiers, Niort, Angers, Lorient et Brest, Toshes retourne en studio en septembre 2014 pour enregistrer leur premier album, intitulé We Are Other People et sorti le 25 novembre 2014.
Ce disque bénéficie d'un accueil critique enthousiaste, se voyant notamment attribuer la note de 10/10 par le site Metal Temple. Indie Music évoque pour sa part « un monument tourmenté d’harmonies savantes et d’explosions sonores », saluant au passage la « maitrise technique et mélodique » du groupe.